# Khalid Aucho
Khalid Aucho (ur. 8 sierpnia 1993 w Jinjy) – ugandyjski piłkarz występujący na pozycji pomocnika.
Khalid Aucho karierę rozpoczął w klubie Simba FC z Lugazi. W 2013 roku trafił do Tusker Nairobi, a na początku 2015 do Gor Mahia, z którym w sezonie 2015 zdobył mistrzostwo Kenii. Latem 2016 roku był na testach w Aberdeen F.C., ale Szkoci nie zakontraktowali go. Trafił więc do Baroka FC, beniaminka południowoafrykańskiej ekstraklasy. Następnie grał w: OFK Beograd, East Bengal FC, Churchill Brothers i Misr Lel-Makkasa SC. W 2021 przeszedł do tanzańskiego Young Africans SC.
W reprezentacji Ugandy zadebiutował 19 listopada 2013 w wygranym 1:0 meczu z Rwandą. Selekcjoner Milutin Sredojević powołał go na Puchar Narodów Afryki 2017.